# Лариса, Белина
Белина Лариса (порт. Belina Lariça; род. 11 февраля 1980) — ангольская гандболистка, полевой игрок. Участница летних Олимпийских игр 2004 года, двукратная чемпионка Африки 2004 и 2006 годов.

## Биография
Белина Лариса родилась 11 февраля 1980 года.
Играла в гандбол за ангольский «Петру Атлетику» из Луанды.
В 2004 году вошла в состав женской сборной Анголы по гандболу на летних Олимпийских играх в Афинах, занявшей 9-е место. Играла в поле, провела 5 матчей, забросила 12 мячей (четыре в ворота сборной Дании, три — Греции, по два — Испании и Южной Корее, один — Франции).
Дважды выигрывала золотые медали чемпионата Африки — в 2004 году в Египте и в 2006 году в Тунисе.